# Quercus miquihuanensis
Quercus miquihuanensis är en bokväxtart som beskrevs av Kevin Clark Nixon och Cornelius Herman Müller. Quercus miquihuanensis ingår i släktet ekar, och familjen bokväxter. IUCN kategoriserar arten globalt som starkt hotad. Inga underarter finns listade.